# Bruchhausen-Vilsen
Bruchhausen-Vilsen er en kommune i i Landkreis Diepholz i den tyske delstat Niedersachsen. Den ligger ca. 38 km sydøst for Bremen. De nærliggende bebyggelser Berxen, Bruchhöfen, Bruchmühlen, Dille, Gehlbergen, Heiligenberg, Homfeld, Nenndorf, Riethausen, Stapelshorn, Wöpse, Oerdinghausen, Scholen, Weseloh og Engeln ligger alle i kommunen. Bruchhausen-Vilsen er administrationsby for amtet ("Samtgemeinde") Bruchhausen-Vilsen.

## Historie
Bruchhausen-Vilsen var tidligere 3 bebyggelser, Bruchhausen, Moor og Vilsen. Bruchhausen nævnes første gang i 1189, Vilsen i 1227. I 1870 blev Moor og Bruchhausen lagt sammen. I 1929 blev Bruchhausen og Vilsen forenet i kommunen Bruchhausen-Vilsen, som siden 1974 har været det administrative center for Samtgemeinde Bruchhausen-Vilsen. I 1976 blev Bruchhausen-Vilsen anerkendt som kurby.

## Museumsjernbane
Deutscher Eisenbahn-Verein har siden 1966 drevet den første museumsjernbane i Tyskland, fra Bruchhausen-Vilsen til Asendorf. Museet viser en varieret samling af jernbanemateriel med en stor samling på omkring 100 vogne .
- “Hoya”maskinen på museets station
- Passagervogn No. 4
- Interiør i museets passagervogn no. 17
- T 44 pullingvogn No. 2
- Bruchhausen-Vilsen station
- "Vilser Holz" stop
- Jernbanen krydser Homfelder Street